# トーマス・バーチ (画家)
トーマス・バーチ（Thomas Birch、1779年 – 1851年1月3日）はイギリス生まれのアメリカ合衆国の画家で、特に海洋画を多く描いた。

## 略歴
ロンドンに生まれた。父親のウィリアム・バーチはウォリックシャー出身で風景画やミニアチュールを得意とする画家であった。1794年に父親とアメリカに移住した。父親が描いた29点の版画を集めて1800年に出版された版画集、「フィラデルフィアの風景(Birch's Views of Philadelphia)」の制作を手伝った。この版画集は売れ行きがよく、当時の大統領、ジョン・アダムズや副大統領のトーマス・ジェファーソンも購入者となった。この好評に続いて、ニューヨーク市の風景の版画集やフィラデルフィア郊外やボルチモアの邸宅を描いた版画集が出版されることになった。
トーマス・バーチの最初の作品もフィラデルフィアの風景を描いたもので1804年に版画にされて出版された。1807年頃までは肖像画も描いたが、海洋画に取り組み始め、トーマス・バーチの有名な作品のいくつかは1812年の米英戦争での海戦を描いた作品である。
また建築中の国会議事堂の姿を描いた作品など歴史的に興味深い作品を残した。
1811年から40年間、フィラデルフィアのペンシルベニア美術アカデミーの展覧会に毎年出展し、1812年から1817年の間、美術館を管理した。1833年にナショナル・アカデミー・オブ・デザインの名誉会員に選ばれた。フィラデルフィアで死去した。

## 作品

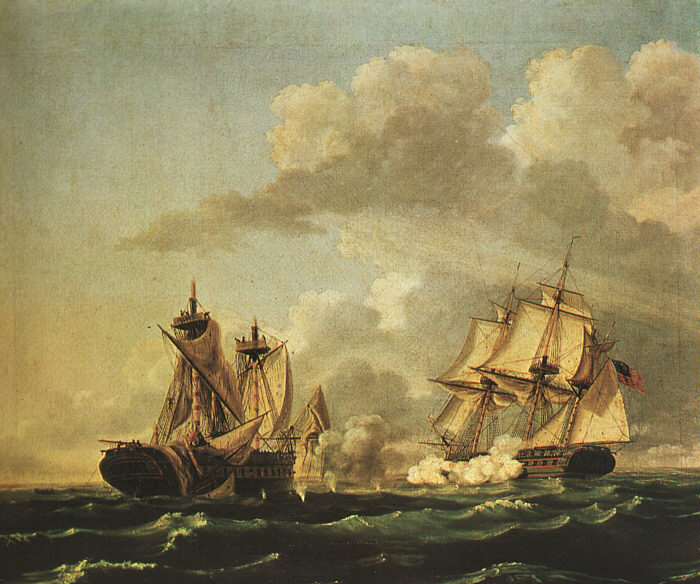
1812年10月の軍艦 United States と　Macedonianの海戦 (1813)
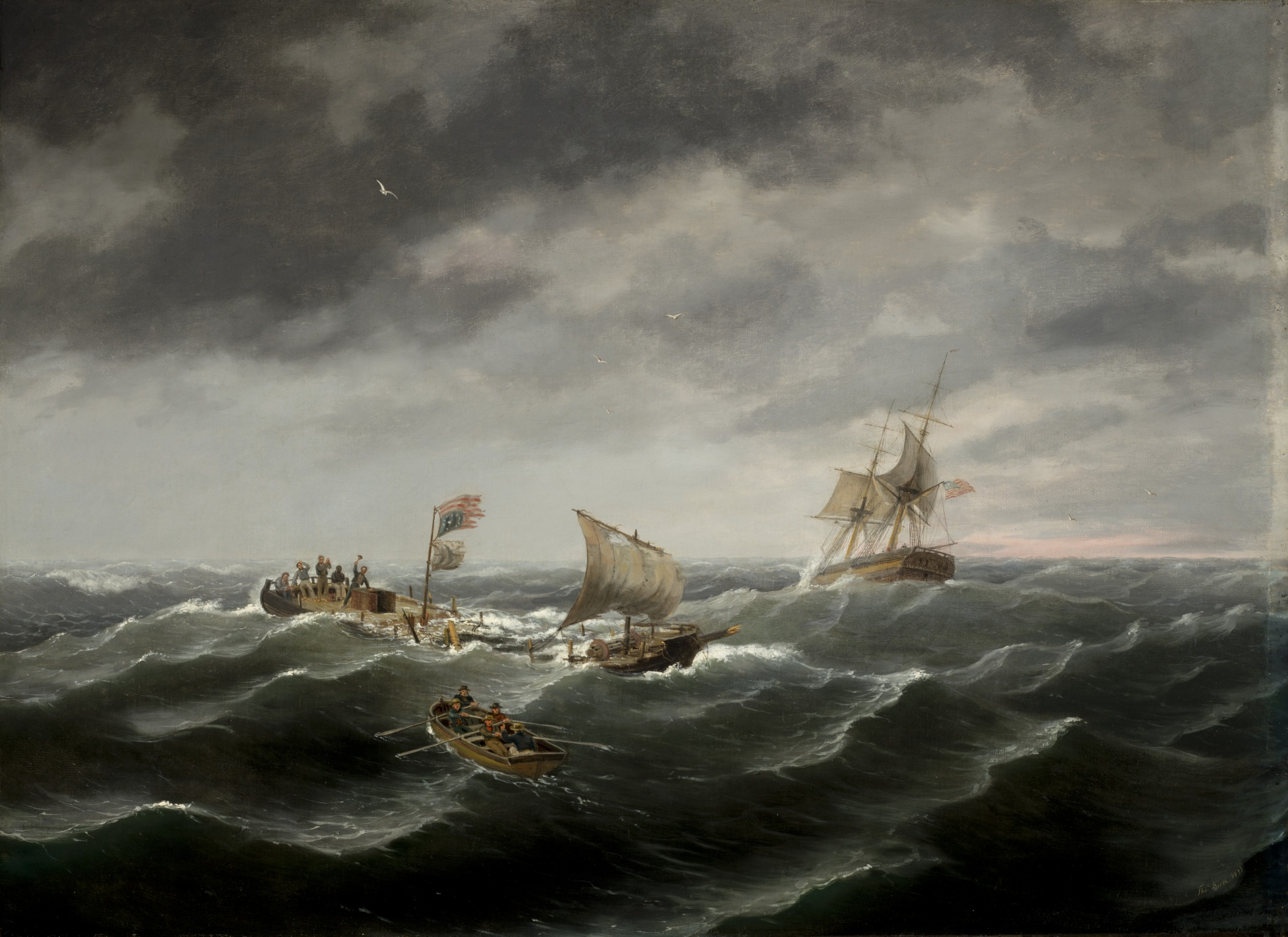
沈没した軍艦の救難
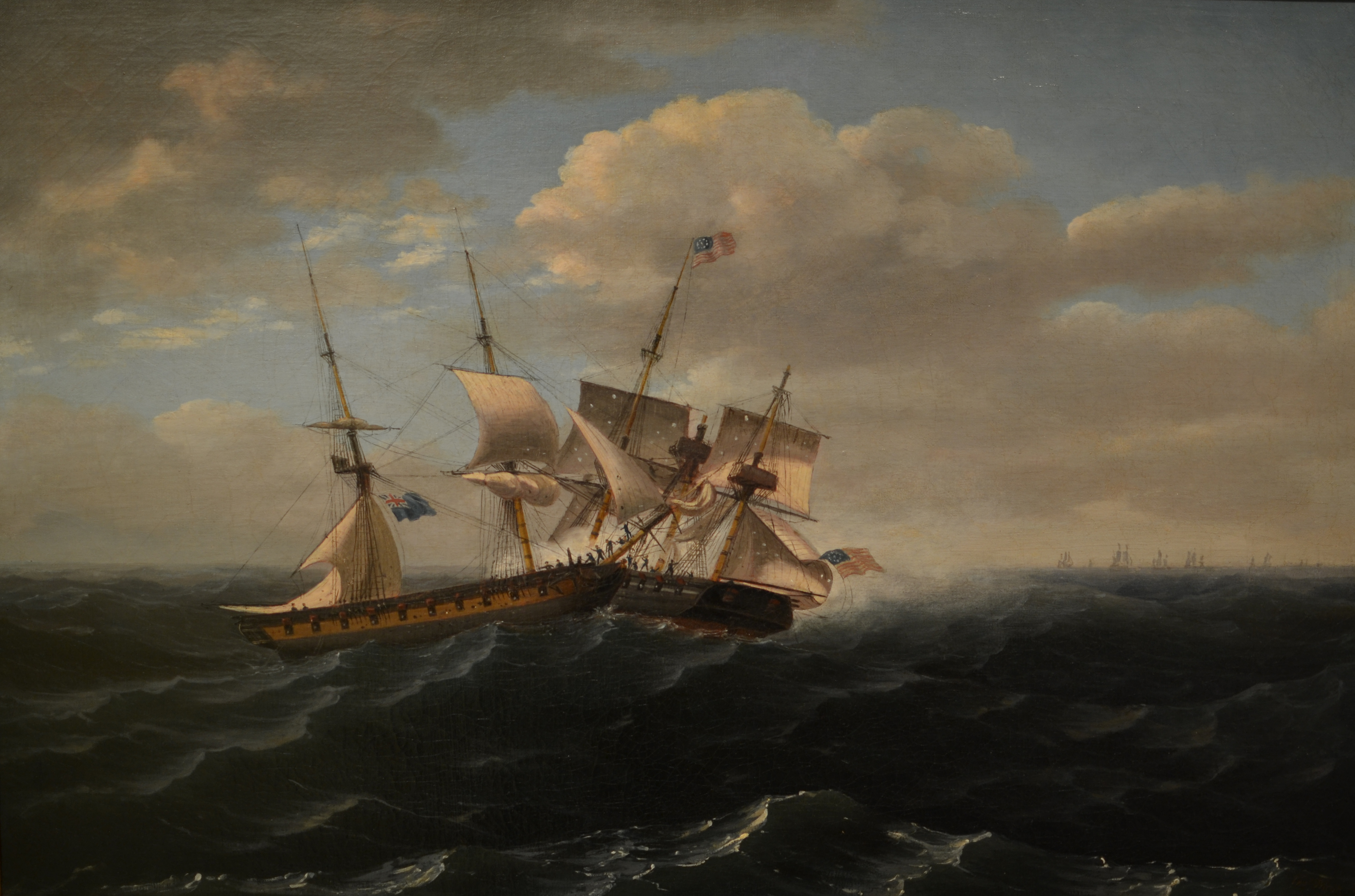
The Wasp and the Frolic
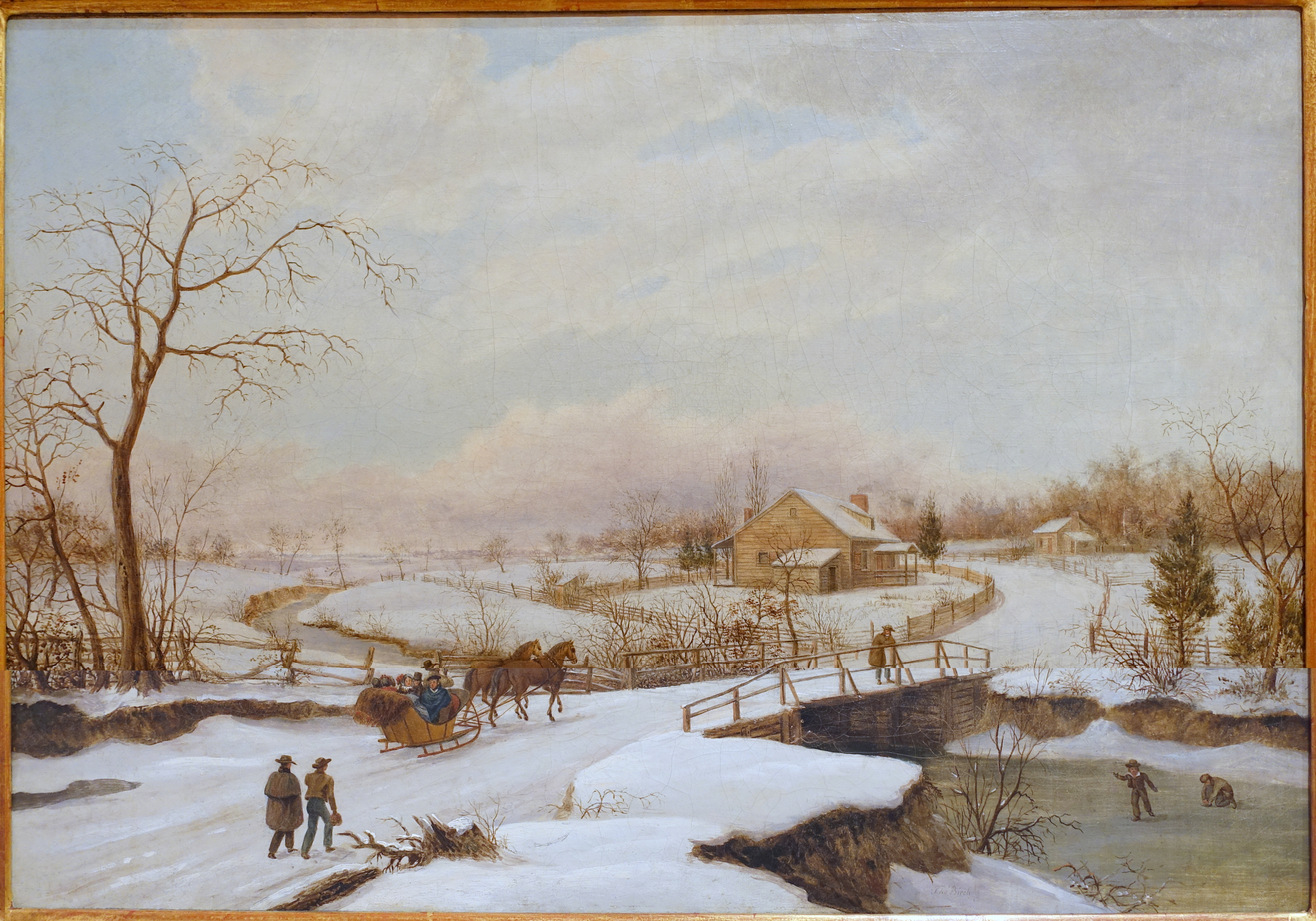
フィラデルフィアの冬の風景
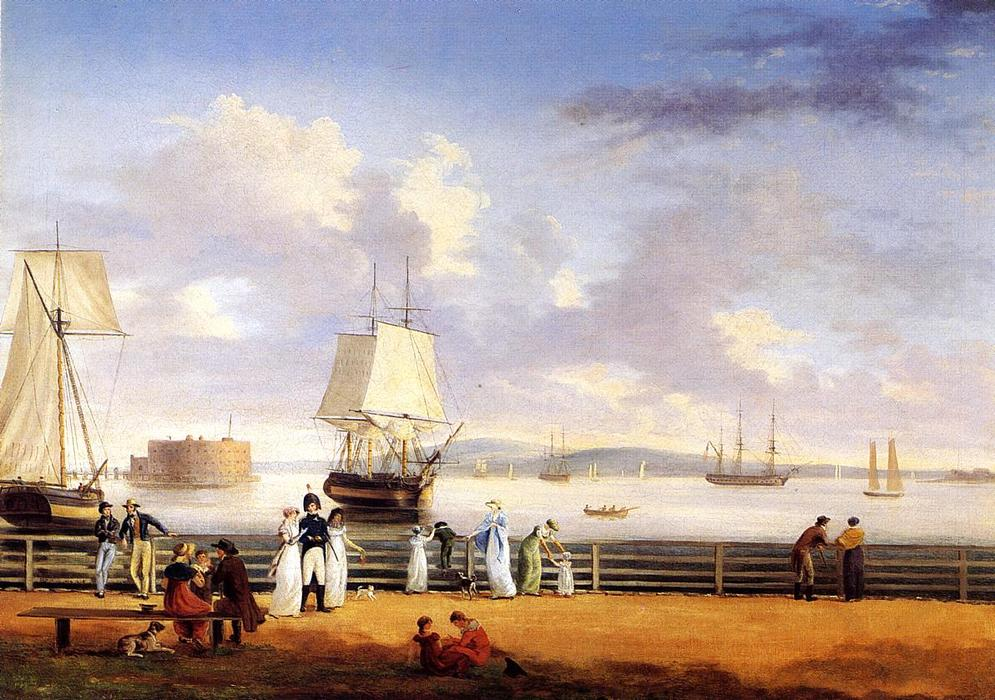
バッテリー・パーク(ニューヨーク)
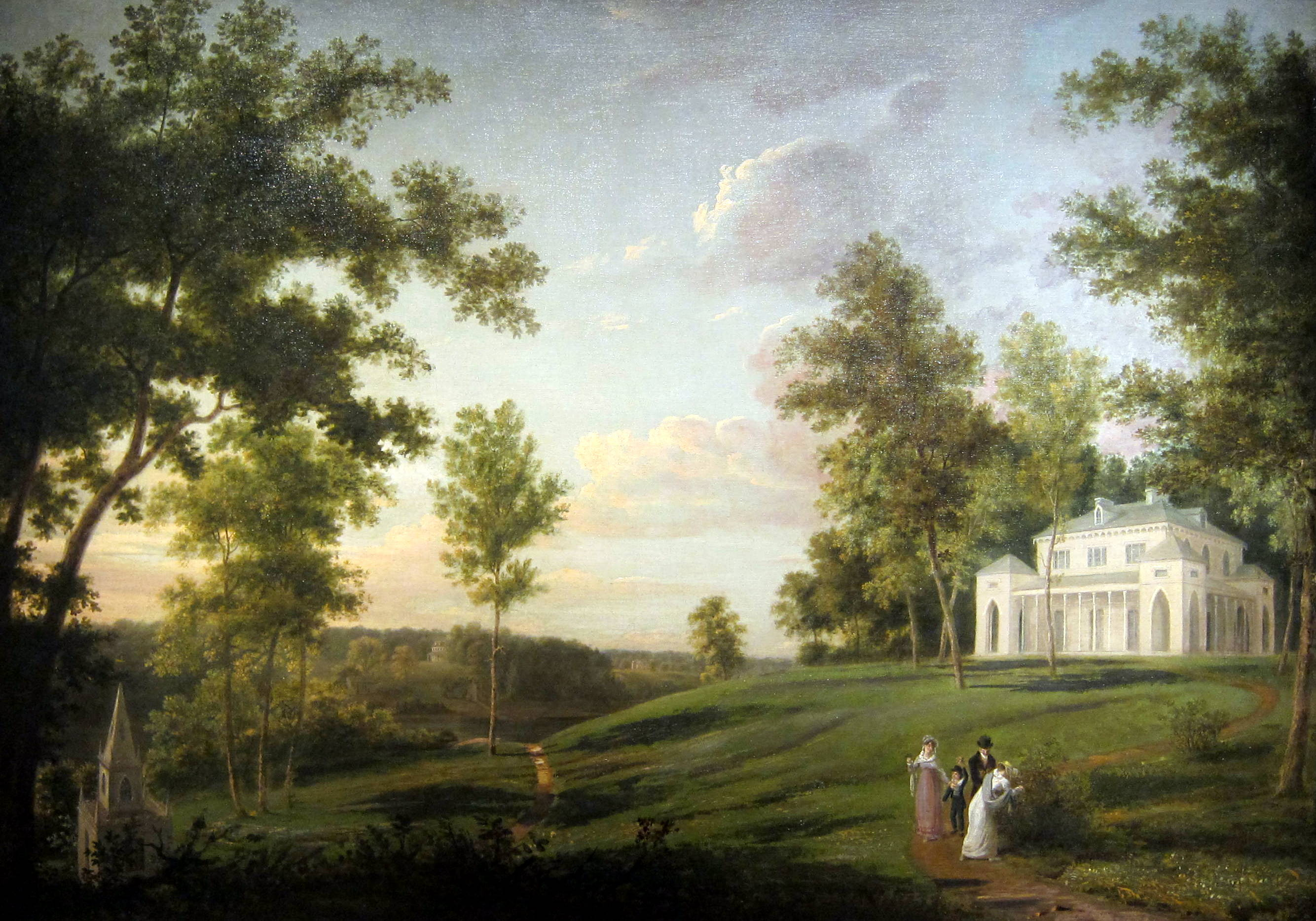
セッジリー・パーク(フィラデルフィア)(1819)